# Gioacchino D'Anna
Gioacchino D'Anna (Casoria, 29 novembre 1936 – Angri, 8 settembre 1975) è stato un militare italiano, brigadiere dell'Arma dei Carabinieri, insignito di Medaglia d'oro al valor civile e di Medaglia d'argento al valor militare (entrambe alla memoria).

## Storia
Nel settembre del 1975 era comandante interinale della caserma dei Carabinieri di Angri dove viveva insieme alla moglie e ai suoi cinque figli, un sesto era in arrivo. La mattina dell'8 settembre 1975 intorno alle 11:15, tornando a casa fu allertato da urla e rumori provenienti dal quarto piano del palazzo in cui viveva, lui e la famiglia risiedevano al primo piano.
Quattro malviventi, armati e mascherati, avevano appena compiuto una rapina. Benché fuori servizio, era suo dovere intervenire. Iniziò a salire le scale, ma si imbatté in due dei quattro rapinatori, che gli puntarono contro le armi; il brigadiere non esitò a lanciarsi sull'uomo con il fucile. Dopo una violenta colluttazione riuscì a disarmarlo e a immobilizzarlo, ma il complice gli sparò alla schiena. D'Anna, colpito, cadde; benché ferito continuò a lottare affrontando anche il secondo bandito e rotolò con uno dei malviventi giù per le scale fino al pianerottolo del primo piano, dove il bandito sparò ancora colpendolo a morte

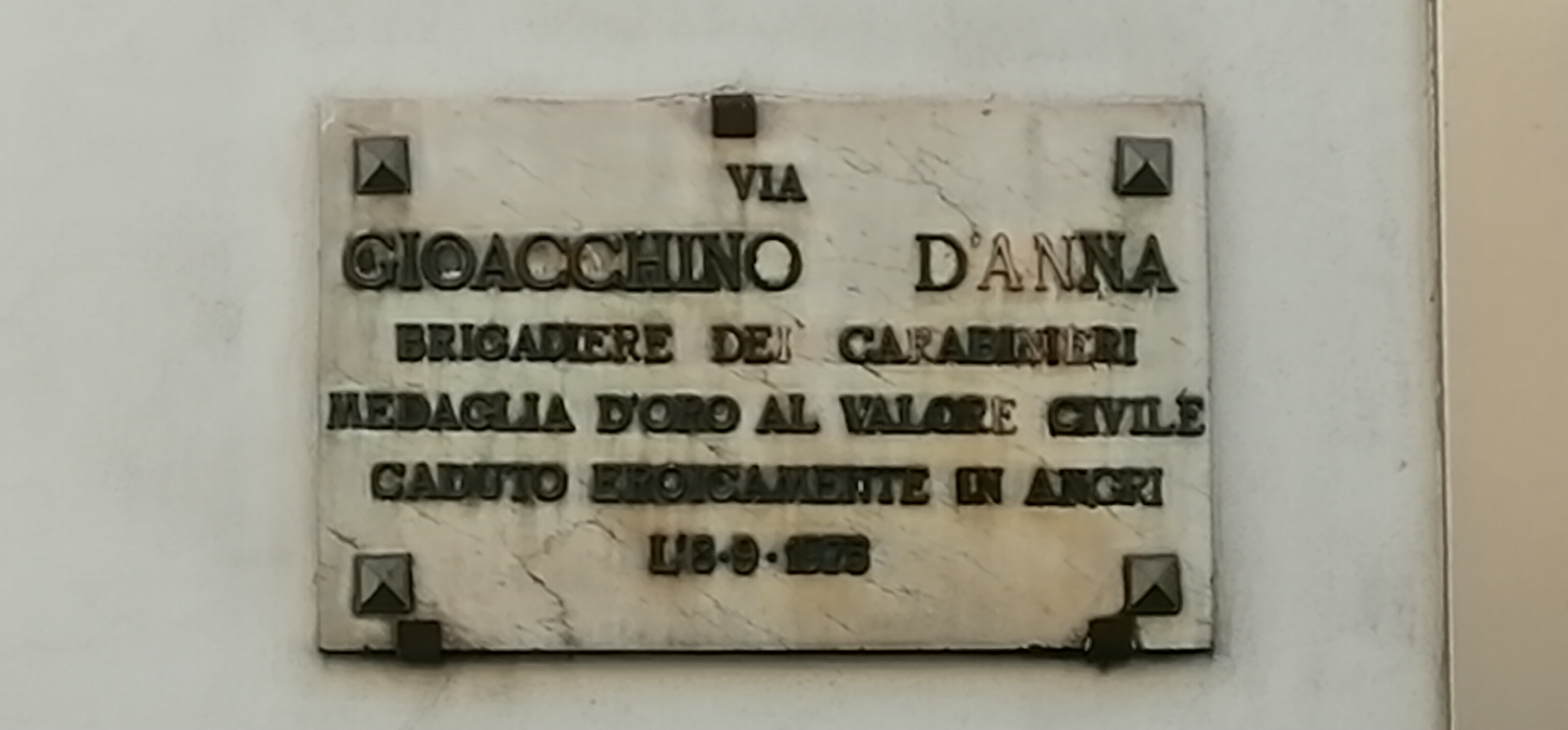
Una delle due lapidi in pietra bianca a ricordo del brigadiere Gioacchino D'Anna, apposta nella via omologa dal comune di Angri, datata a ricordo della morte dello stesso, avvenuta l'8 settembre 1975.

## Dediche
- Ad Angri gli è stata dedicata una strada e due lapidi in pietra applicate all'esterno di abitazioni civili, a ricordo, dal comune di Angri, datate 8 settembre 1975.
- A Ravello e a Casoria, sua città natale, gli è dedicata una strada.
- Gli è intitolata la Stazione Carabinieri di Napoli Capodimonte, sita in viale Colli Aminei.
- L'8 settembre 2024 (anniversario della morte) gli è intitolata la Stazione Carabinieri di Angri.[1][2][3]